# Шиповатое (посёлок)
Шипова́тое (укр. Шипувате) — поселок,
Шиповатский сельский совет,
Великобурлукский район,
Харьковская область.
Код КОАТУУ — 6321486006. Население по переписи 2001 г. составляет 79 (36/43 м/ж) человек.

## Географическое положение
Посёлок Шиповатое находится на раст в 1 км от села Шиповатое, железнодорожная станция Шиповатое, рядом небольшой лесной массив (дуб).

## История
- 1931 - дата основания.